# Клепало (село)
Вижте пояснителната страница за други значения на Клепало.
Клепа̀ло или понякога членувано Клепалото е село в Югозападна България, община Струмяни, област Благоевград. Селото е в България от 1912 година в резултат от Балканската война.

## Население

### Етнически състав
Преброяване на населението през 2011 г.
Численост и дял на етническите групи според преброяването на населението през 2011 г.:
|                     | Численост |
| Общо                | 12        |
| Българи             | 12        |
| Турци               | -         |
| Цигани              | -         |
| Други               | -         |
| Не се самоопределят | -         |
| Неотговорили        | -         |

## География
Село Клепало се намира на около 44 km юг-югозападно от областния център Благоевград и около 19 km западно от общинския център Струмяни. Разположено е в южните разклонения на Малешевска планина, по северния долинен склон на малък десен приток на течащата източно от селото на юг Клепалска река, която влива водите си последователно в Добрилашка река, река Лебница и река Струма – чийто десен приток е Лебница. Надморската височина в югоизточния край на селото е около 1020 m, а на север и запад нараства до около 1080 – 1090 m.
Третокласният републикански път III-1008 от село Струмяни води на запад през селата Микрево и Раздол до село Клепало. Отклонения от този път водят към селата Цапарево и Горна Рибница.
Землището на село Клепало граничи със землищата на: село Горна Рибница на север; село Раздол на север и изток; село Добри лаки на юг. На запад и север землището на село Клепало граничи с Република Северна Македония.
В землището на Клепало има два микроязовира.
Населението на село Клепало, наброявало 220 души при преброяването към 1934 г. и 371 към 1956 г., намалява до 133 към 1985 г. и 25 (по текущата демографска статистика за населението) към 2020 г.
При преброяването на населението към 1 февруари 2011 г., от обща численост 44 лица, за 44 лица е посочена принадлежност към „българска“ етническа група.

## История
В „Етнография на вилаетите Адрианопол, Монастир и Салоника“, издадена в Константинопол в 1878 година и отразяваща статистиката на населението от 1873 година, Клепала (Klépala) е посочено като село с 6 домакинства и 25 жители българи. През 1902 година населението взема участие в Горемското въстание. Паметна година е 1922 – открива се училище. Към 1 януари 2025 г. населението е около 10 жители.

## Редовни събития
Винаги на Петровден се провежда местният събор. Местното население се препитава предимно чрез земеделие и животновъдство. В селото има една църква, „Св. св. Петър и Павел“, построена след 1997 година.

## Други
Хълм Клепало на Антарктическия полуостров е наименуван на селото.